# Балаклейский слободской казачий полк
Балаклейский слободской (черкасский) казачий полк (Булыклейский слободской казачий полк) — слободской казачий полк, административно-территориальная и военная единица на Слобожанщине. Полковой центр — город Балаклея. Полк появился в 1670 году, стараниями Якова Черниговца. Упразднён в 1677 году.
Заселение территории будущего Балаклейского полка (современные Балаклейский и Изюмский районы Харьковской области) происходило с 1663 года. Полк был окончательно сформирован в 1670 г. Основной и наследственный кадр полка составили переселенцы с Левобережной и Правобережной Украины, известные под именем черкас. В 1677 году Балаклейский полк был расформирован и вошёл в состав Харьковского казачьего полка. Вскоре же территория бывшего Балаклейского полка, перешла к вновь сформированному Изюмскому слободскому казачьему полку.
Исторические судьбы Харьковского, Балаклейского и Изюмского полков неотделимы от судеб Сумского, Острогожского и Ахтырского слободских казачьих полков. Вместе они составляли Слободское казачье войско, оно же — Слобожанщина. То было несуверенное государство, вассальное по отношению к Русскому царю, но со своим особым законодательством. Слободская (Слобожанская) юридическая система резко отличалась от русской и частично — от правовых систем других казачьих войск. В историографии не имеется общепринятой аббревиатуры Слободского казачьего войска. И поскольку аббревиатура СКВ уже занята (Сибирское казачье войско) — имеет смысл использовать сокращённое обозначение СЛКВ (по аналогии с Семиреченским казачьим войском — СМКВ)…

## Предпосылки

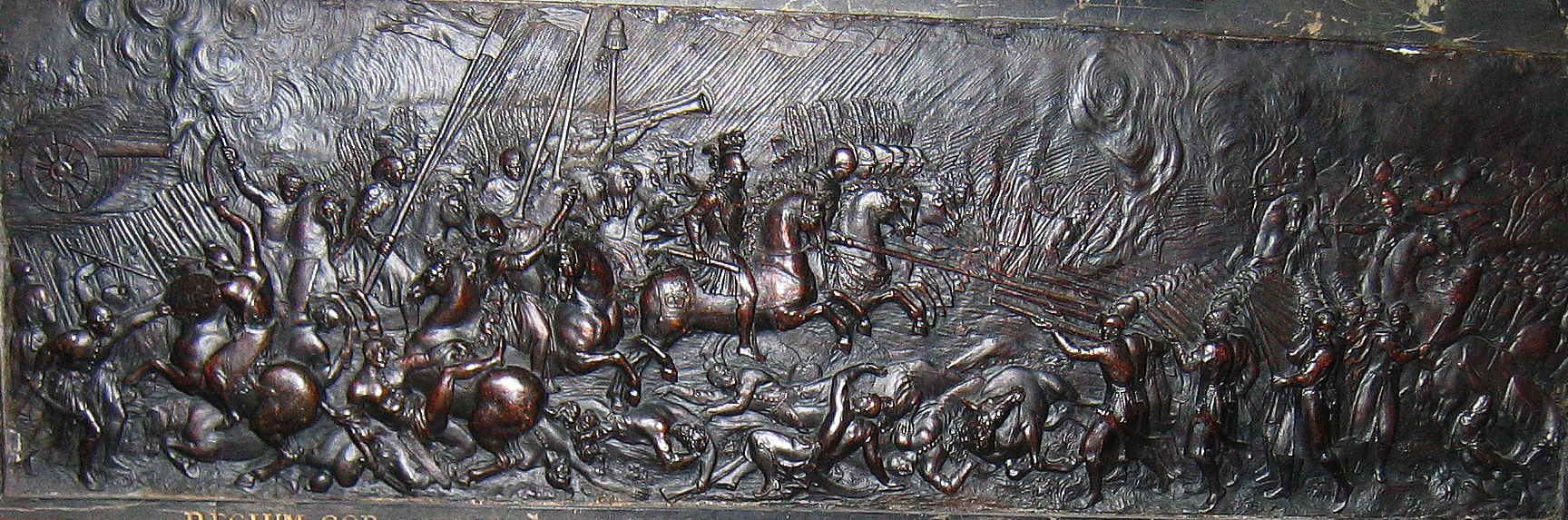
Берестецкая битва 1651 года, триумфальная панель короля Яна II Казимира. Гробница короля Яна II Казимира в соборе Сен-Жермен, Париж

Заселение будущих полковых земель переселенцами с территории Речи Посполитой, происходило на фоне непрекращавшихся боевых действий на территории Поднепровской и Западной Украины, отягощенных братоубийственной гражданской войной, с привлечением иноземных войск (татар и турок).
Причины массовой волны переселения с Левобережной — а ещё более с Правобережной — Украины на территорию Царства Русского, на границу с Диким полем, заключаются в поражении войск Хмельницкого под Берестечком, в 1651 году. После той битвы, Западная часть Украины, по польско-казацкому договору, была закреплена снова за Речью Посполитой. В связи с чем, Гетман Богдан Хмельницкий издал универсал, разрешающий гражданам переселятся на земли Московского государства.
После смерти гетмана Богдана Хмельницкого, власть на Украине перешла в руки гетмана Ивана Выговского, коего считали настроенным про-польски. Начался период гражданских войн (1657—1658) между сторонниками московского и польского курса, так называемая «Руина». Население Украины снова начинает убегать на более спокойные российские территории.

## История Балаклейского полка
В 1663 году Яков Степанович Черниговец, получает от белгородского воеводы Григория Григорьевича Ромодановского разрешение на основание поселений по реке Балаклее (Булыклее). С этим он справился с успехом. Во время восстания гетмана Ивана Мартыновича Брюховецкого (1668 год), несмотря на локальные восстания в некоторых городах, полк остался верен российскому правительству. Во время восстания 1670—1671 годов Степана Разина, часть городов снова стала на сторону казаков-повстанцев. Балаклея оказалась в числе восставших городов и полковник Черниговец, снова оставшись верным царской присяге, вынужден был покинуть город, который заняли мятежные донские казаки (с помощью местного населения). За верную службу царь Алексей Михайлович в 1670 году назначил казачьего атамана Черниговца Балаклейским полковником. Построенные атаманом городки и все подчинённые ему черкасы, составили Балаклейский слободской казачий полк, с полковником во главе и с жившими по городам сотниками, атаманами и другой старшиной. Именно Якову Черниговцу преписуется изначальное основание поселения Изюм (1663). Однако, в 1677 году Балаклейский слободской казачий полк был ликвидирован. Незадолго до этого Григорий Ерофеевич Донец, стал полковником Харьковских и Балаклейским. После присоединения Балаклейского полка к Харьковскому, Григорий Донец занялся обустройством вновь присоединенных городов. Отдельное внимание он уделил Изюму. Он переносит город Изюм на новое место (1681 год). Строит Изюмскую крепость. Именно этот год и принято считать годом основания Изюма. Информация данного периода противоречива, так как в летописях под 1776 годом тоже указывается, что «крепость Изюм, как и вообще Изюмский полк, устраивает» полковник харьковский Григорий Донец. История взаимоотношений Якова Черниговца и Григория Донца, ещё будет изучена.

«…В прошлых годах при державе блаженные памяти вел. гос. царя и вел. кн. Алексея Михайловича всея вел. и мал. и бел. росии самод. построены городы за белгородцкою чертою от крымской стороны по речкам по Северскому Донцу и по Осколу и по иным поселились в них черкасы. У тех черкас были 2 полковника в Харькове Григорей Донец, в булыклее Яков Черниговец. А во 182 году (1674 год) харьковский полковник Григорей Донец построил на новопостроенной черте город Изюм да 4 слободы.
И во 185 годе по разсмотренью боярина и воеводы Григорья Григорьевича Ромодановского булыклейский полковник Яков Черниговец от полковничества отставлен а велено тот булыклейский полк ведать Харьковскому полковнику Григорью Донцу и соединить воедин полк харьковской и писатца одним харьковским полковником.»— «Челобитная о бытии в Харькове полковником Федору Шидловскому 1707г» 

## Структура полка

### Полк
Во главе полкового управления стояли выборные полковник и полковая старшина. Избирались они не на ограниченное время, а пожизненно. Однако они могли быть лишены должности российским царем (позже императором), а также решением собрания старшины (что бывало очень редко в масштабах не только Слобожанщины, но и Гетманщины).
В отличие от воевод-полковников Древнерусского периода, и полковников регулярных армейских частей, полковник слободского полка представлял одновременно административную и военную власть. Полковник имел право издавать указы, за своей подписью — универсалы. Символами полковничьей власти (клейнодами) были шестопёр (пернач, разновидность булавы шестигранной формы), полковая хоругвь, полковничья печать.
Полковая старшина (штаб) состояла из шести человек: полковой обозный, судья, есаул, хорунжий и два писаря.
- Полковой обозный — первый заместитель полковника. Заведовал артиллерией и крепостной фортификацией. В отсутствии полковника замещал его, но не имел права издавать приказы-универсалы (в отличие от наказного полковника).
- Судья — заведовал гражданским судом в полковой ратуше.
- Есаул — помощник полковника по военным делам.
- Хорунжий — командир «хорунжевых» казаков, охраны полковника и старшины. Заведовал полковой музыкой и отвечал за сохранность хоругви (знамени полка).
- Писари — секретари в ратуше. Один заведовал военными делами, второй — гражданскими.

### Сотни
Полк делился на сотни.
Сотня — административно-территориальная единица в составе полка. Сотня возглавлялась сотником. Он обладал широкими военными, административными, судебными и финансовыми полномочиями. Первоначально избирался казаками сотни. Позже избирался сотенной старшиной и утверждался полковниками из числа старшины.
Сотенная старшина (штаб) состояла из сотника, сотенного атамана, есаула, писаря и хорунжего. Должности по обязанностям совпадали с полковыми:
- Сотенный атаман — заместитель сотника. Воплощал в себе обязанности обозного и судьи на сотенном уровне.
- Есаул — помощник сотника по военным делам.
- Писарь — секретарь.
- Хорунжий — заведовал флагом сотни, на котором изображалась эмблема сотни, в основном христианская. Это могли быть крест, ангел, ангел-хранитель, архангел Михаил, солнце (Иисус Христос), Дева Мария, а также воинские атрибуты. С 1700-х годов знамёна становятся двухсторонними — на каждой стороне разное изображение. Также на нём обозначались полк и название сотни.

## Список сотен
Про сотни, входившие в состав полка, известно мало. Можно лишь с точностью сказать, какие населённые пункты были основаны Яковом Черниговцем. И из анализа городков, которые были сотенными селениями при Харьковском и Изюмском полках, можно сказать, какие из них были сотенными местечками Балаклейского полка. Историк В. Панашенко приводит следующий список сотен Балаклейского полка:
- Балаклейская,
- Змиевская,
- Двуречная,
- Цареборисовская,
- Маяцкая.

## Полковники
Балаклейский полк существовал всего семь лет. Его первым и последним полковником был Яков Черниговец.